# Anna von Wahl

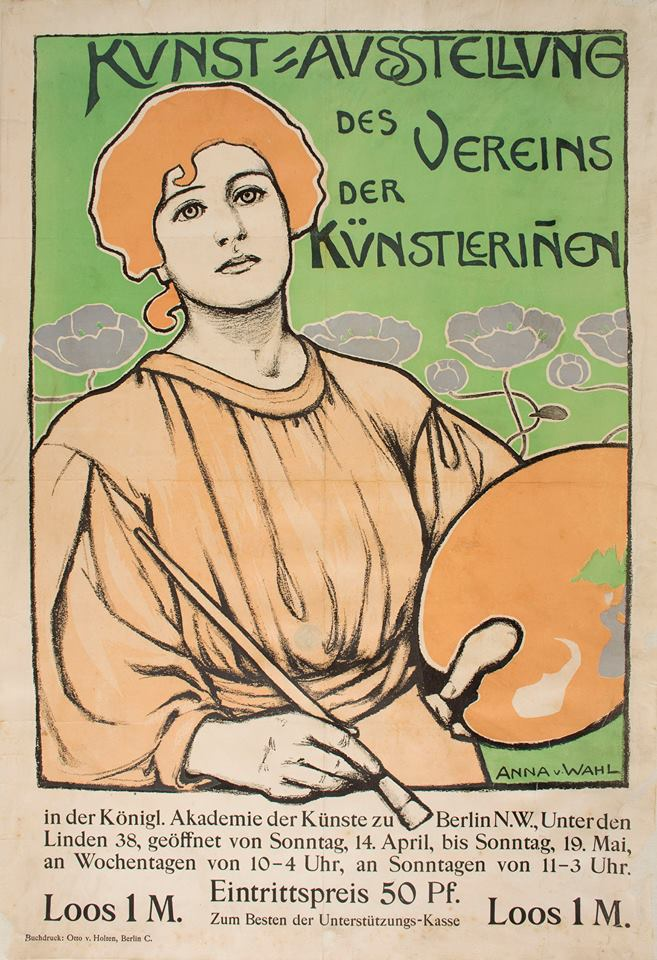
Kunst-Ausstellung des
Vereins der Künstlerinnen

Anna von Wahl (russisch Анна Эдуардовна Вааль; * 26. Februar 1861 in Sankt Petersburg; † 11. September 1938 in Fürstenfeldbruck) war eine deutsch-baltische Malerin, Zeichnerin und Illustratorin.

## Leben
Von Wahl entstammte der weit verzweigten deutsch-baltischen Adelsfamilie Wahl, die ihren Sitz in Estland hatte. Aus ihr gingen Gutsbesitzer, Wissenschaftler, Offiziere in deutschen und russischen Diensten, aber auch zahlreiche Künstler hervor.
Sie war die Tochter des seit 1860 in St. Petersburg niedergelassenen Privatarztes und Chirurgen und ab 1876 zum Professor der Chirurgie an die Universität Dorpat (heute: Tartu) berufenen Eduard Georg von Wahl, und seiner Gattin Marie Elisabeth, geborene von Bunge (1834–1909). 1878 bis 1880 studierte sie an der Kaiserlichen Kunstakademie in St. Petersburg und anschließend an der Académie Colarossi in Paris bei Gustave Courtois und Raphaël Collin. Von 1883 bis 1888 war sie im Atelier des Hofmalers Mihály Zichy in St. Petersburg tätig. Sie beteiligte sich an den Ausstellungen der Kaiserlichen Akademie und wurde 1887 für ihre Komposition eines Pferdestalles mit einer Medaille ausgezeichnet. 1888 besuchte sie die Aktklasse an der Akademie der Künste in Berlin bei Franz Skarbina und M. Klein (wohl Max Klein). Sie unternahm Studienreisen innerhalb von Deutschland, nach England und nach Italien. Die Künstlerin lebte – nachdem der Vater in Folge eines Unfalls 1890 verstorben war – wieder in Dorpat, das zum russischen Zarenreich gehörte, und seit 1896 in Berlin, wo sie dem Verein der Berliner Künstlerinnen angehörte. 1913 ließ sie sich in Fürstenfeldbruck nieder, wo sie im Alter von 77 Jahren unverheiratet starb. Beigesetzt wurde sie auf dem Alten Brucker Friedhof. Die benachbarte Gemeinde Eichenau benannte den Anna-von-Wahl-Weg nach ihr.
Anna von Wahl schuf figürliche Kompositionen, Bildnisse, Interieur- und Landschaftsdarstellungen in Ölmalerei, Aquarell und Zeichnung, ferner Illustrationen für Kinderbücher und Zeitschriften, Plakate und Bucheignerzeichen (Exlibris). Ihre Arbeiten wurden zu ihren Lebzeiten sehr geschätzt, insbesondere ihre Illustrationen werden heute aber eher als „süßlich“ empfunden.

## Werke (Auswahl)
- Die alte Mühle, Ölgemälde, 1884
- Flussufer, Ölgemälde; ausgestellt: Kaiserliche Akademie St. Petersburg 1886
- Im Pferdestall, ausgestellt: Kaiserliche Akademie St. Petersburg 1887
- Landschaft mit Zypressen, Öl auf Leinwand, 65 × 30 cm; Abbildung in: Walter G.Well: Maler im Fürstenfeldbrucker Land. München 1988
- Mädchen in weissem Kleid 1893; Aquarell über Bleistiftzeichnung, 27 × 12,8 cm (Kunsthandel)
- Mutter mit Kind auf dem Arm und weitere spielende Kinder, Aquarell über Bleistiftzeichnung, 20 × 17 cm (Kunsthandel).
- Zwei spielende Kinder an einer Regentonne, Aquarell über Bleistiftzeichnung, 17,5 × 15 cm (Kunsthandel)
- Plakat Verein der Künstlerinnen und Kunstfreundinnen Berlin, Farblithografie, 1889, 70 × 48 cm (1 Exemplar: Kunsthalle Bremen)
- Exlibris für den Bruder Charles von Wahl (1872–1917), 2 Versionen, 1887.[1]

Illustrationen:
- Eine interessante Geschichte. In: Deutscher Hausschatz. 1. Jg., 1874/75, S. 1.
- Julie Mathilde Magdalene Boettcher (Pseudonym: Tante Alice): Im Morgensonnenschein. Erinnerungen aus frohen Kindertagen für Kinder und Kinderfreunde von Tante Alice. Mit 35 Federzeichnungen von Anna von Wahl. 1. Auflage. E. J. Karow, Dorpat 1887.
- Emil Rathlef: Poetische Erzählungen aus dem Tierleben. Für reifere Kinder. Mit Illustrationen von Anna von Wahl. Deubner, Berlin 1889.
- Stimmungsbilder. Grote’sche Verlagsbuchhandlung, Berlin 1893.
- Aus vereinten Kräften. Beiträge gesammelt zum Besten der Leprakranken Mit 10 Tafeln (u. a. Zeichnungen von Gnomen und Elfen von Anna von Wahl). A. Benke, St. Petersburg 1895.
- Bertha Clément (Hrsg.): Frühlings-Blüten. Eine Gabe für die junge Mädchenwelt. Mit Beiträgen von: Helene Binder, C. Fritzsche, Elisabeth Halden, Agnes Hoffmann, Anna Klie, Elisabeth Kolbe, H. v. Krause, Therese Schefer, E. Schneider, Bernhardine Schulze-Schmidt, Wilh. Studemund, Gertrud Triebel und Marie Wöhler. Ausgestattet mit zahlreichen farbigen und schwarzen Bildern nach Originalen von Helene Bennet, Georg Buchner, Heinrich Merte, Meyer v. Bremen, Paul Mohn, E. Niczky, Rich. Püttner, Marg. Simrock-Michael, Carl Voß, Anna v. Wahl, H.v. Wodzinski und Anderen (teilweise Chromolithografien auf Tafeln). Theo Stroefer, Nürnberg, um 1897.
- Goldene Äpfel. Märchen in Versen von Gerta von Ramm. Mit Bildern von Anna von Wahl. Ferdinand Bergmann, Dorpat 1909.
- Bertha Clément (Hrsg.): An der Schwelle des Lebens: Erzählungen für junge Mädchen von Bertha Clément, Elisabeth Halden, Elisabeth Kolbe, Agnes Hoffmann, Martha Eitner, Elise Maul, Bernhardine Schulze-Smidt, M. Frohmut mit Illustrationen von Heinrich Merté, Georg Mühlberg, Carl Voss, Anna von Wahl, Alexander Zick und anderen. Theo Stroefer, Nürnberg (1910).